# Михаил (Голубович)
Архиепископ Михаил (в миру Михаил Алексеевич Голубович; 8 (20) ноября 1803, село Высокое, Брестский уезд, Гродненская губерния — 6 (18) марта 1881) — архиепископ Минский, был одним из видных деятелей по воссоединению униатов с Православной церковью, произошедшему в 1839 году.

## Биография
Родился 8 ноября 1803 года в селе Высокое Брестского уезда Гродненской губернии в семье униатского священника.
С 1816 по 1823 год учился в Слуцкой гимназии, затем продолжил учебу в Главной духовной семинарии при Виленском университете. По окончании семинарии в 1828 году получил степень магистра богословия.
14 сентября 1828 года рукоположён во священника (униатского).
27 ноябре 1828 года Михаил Голубович назначается инспектором и профессором Литовской духовной семинарии в Жировичах.
С 10 февраля 1829 года — доктор богословия канонического права, диссертацию защищал в Виленском Императорском университете.
Оставаясь преподавателем догматического богословия и церковной истории в семинарии, он был назначен членом Литовской униатской консистории, а с 7 сентября 1833 года её вице-председателем. Тогда же был возведён в сан протоиерея. Уже в те годы он активно участвовал в подготовке перехода униатов в Православие, много ездил по приходам.
12 февраля 1839 году в неделю Торжества Православия в Полоцке состоялся собор всех трёх униатских епископов, — Иосифа (Семашко), Василия (Лужинского) и Антония (Зубко), — и 21 человек других высших духовных лиц. Собор принял акт из двух пунктов. В первом провозглашалось единство с Православной Церковью и прошение о подчинении Униатской церкви Святейшему Синоду Русской Православной Церкви, во втором соборяне просили императора Николая I содействовать скорейшему присоединению униатов к Православию. К Соборному акту были приложены обязательства 1305 священников и монахов, после принятия акта их количество выросло до 1607.
27 июня 1839 года пострижен в монашество, а 29 июня возведён в сан архимандрита Бытенского Петропавловского монастыря.
8 сентября 1839 года хиротонисан во епископа Пинского, викария Минской епархии.
28 января 1840 года переведён епископом Брестским, викарием Литовской епархии.
С 1 марта 1848 года — епископ Минский и Бобруйский.
19 апреля 1853 года возведён в сан архиепископа.
23 января 1868 года уволен на покой по собственному прошению с пребыванием в Жировицком монастыре.
Скончался 6 марта 1881 года.

## Вклад в развитие Православия
- Стараниями владыки были заведены церковные училища в каждом приходе — при местной приходской церкви. По отчету самого Преосвященного таких церковно-приходских школ в Минской епархии насчитывалось более 500, в которых обучалось 11 тысяч учащихся.
- перевел на польский язык «Пространный катехизис» митрополита Филарета.
- Явился инициатором возведения в Минске на Сторожевском кладбище церкви святой равноапостольной Марии Магдалины.

## Отзывы современников
Митрополит Иосиф (Семашко) так отзывался об архиепископе:

преосвященный сумел выполнить долг православного иерарха и в то же время привлечь к себе расположение образованных людей без различия исповедания и национальности. Плодами такого отношения его к людям, кроме приобретения им всеобщей любви, было то, что многие из польских помещиков Минской губернии жертвовали на православные храмы деньги и строительные материалы.